# 152. pehotni polk (Italija)
152. pehotni polk Sassari (izvirno italijansko 152º Reggimento fanteria) je bil pehotni polk (Kraljeve) Italijanske kopenske vojske.

## Zgodovina
Med prvo svetovno vojno je bil polk nastanjen na soški fronti in med drugo svetovno vojno v Jugoslaviji in v Italiji.